# 미하엘 라플
미하엘 라플(독일어: Michael Raffl, 1988년 12월 1일 ~ )은 오스트리아의 아이스하키 선수로 포지션은 레프트윙과 라이트윙이다. 현재 내셔널 하키 리그(NHL)의 댈러스 스타스 소속으로 뛰고 있다. 오스트리아 하키 리그의 EC VSV에서 선수 생활을 시작했으며, 스웨덴 2부 리그인 하키알스벤스칸의 렉산스 IF를 거쳐 필라델피아 플라이어스에 입단하며 NHL 경력을 시작했다.
오스트리아 국가대표팀의 일원으로 활약 중으며, 2014년 동계 올림픽에 오스트리아 대표로 참가했다.